# USA Badminton
Die USA Badminton ist die oberste nationale administrative Organisation in der Sportart Badminton in den USA. Der Verband wurde am 28. Juni 1936 als American Badminton Association gegründet und 1978 in United States Badminton Association (USBA) umbenannt. Seit 1996 trägt der Verband den heutigen Namen.

## Geschichte
Badminton wurde in den USA erstmals in den 1870er Jahren gespielt. 1878 wurde mit dem New York Badminton Club der erste Badmintonklub weltweit gegründet. 1926 wurde in Boston der erste akademische Badmintonverband der USA gegründet, 1936 folgte die Gründung des nationalen Verbandes aus neun regionalen Mitgliedern. Ein Jahr später wurden die ersten US Open ausgetragen, die gleichzeitig auch als nationale Titelkämpfe galten. 1938 wurde die USBA Mitglied der Badminton World Federation, damals als International Badminton Federation bekannt.
Die USBA wurde 1976 Gründungsmitglied des kontinentalen Dachverbands Badminton Pan Am, damals noch als Pan American Badminton Confederation bekannt.

## Regionen von USA Badminton
Northeast (Region 1) – Northeast Badminton Association
Washington D.C., Virginia, Maryland, Delaware, Pennsylvania, New York, New Jersey, Connecticut, Massachusetts, Vermont, New Hampshire, Rhode Island, Maine
Midwest (Region 2) – Midwest Badminton Association
Indiana, Illinois, Iowa, Kentucky, Kansas, Michigan, Missouri, Minnesota, Nebraska, Ohio, N. Dakota, S. Dakota, W. Virginia, Wisconsin
Southeast (Region 3) – Southern Badminton Association
Texas, Oklahoma, Arkansas, Louisiana, Mississippi, Tennessee, Alabama, Georgia, Florida, South Carolina, North Carolina.
Northwest (Region 4) – Northwest Badminton Association
Alaska, Colorado, Idaho, Montana, Oregon, Washington, Wyoming
Southwest (Region 5) – Southwest Badminton Association
Kalifornien, Hawaii, Arizona, Nevada, Utah, New Mexico

## Bedeutende Veranstaltungen, Turniere und Ligen
- US Open
- Silicon Valley International
- USA International Series
- USA International
- Boston Open
- US-Meisterschaft
- California State Open
- Connecticut Open
- Dave Freeman Open
- Mid-Atlantic Classic
- SCBA Open
- St. Louis Classic
- Washington State Open
- US Badminton Masters
- MBBC Juniors
- Juniorenmeisterschaft
- Mannschaftsmeisterschaft
- Seniorenmeisterschaft

## Präsidenten
- Donald E. Wilbur (1936–1938)
- W. H. Walter (1939–1941)
- Orville H. Mills (1940–1941)
- R. Ward Starrett (1941–1943)
- James F. Crafts (1943–1946)
- Warren Wheary (1946–1948)
- Timothy M. Royce (1948–1950)
- D. Richardson (1950–1952)
- Roy W. Jordan (1952–1954)
- Charles Newhall (1954–1956)
- C. W. Welcome (1956–1958)
- Edwin S. Jarrett (1958–1960)
- C. Anderson (1960–1962)
- P. Hinkle, Jr. (1962–1964)
- A. O. Laubinger (1964–1966)
- Waldo K. Lyon (1966–1968)
- Taylor Caffery (1968–1970)
- William Goodman (1970–1972)
- Cletus Eli (1972–1974)
- Lester E. Hilton (1974–1976)
- Virginia Lyon (1976–1978)
- Tom Carmichael (1978–1980)
- Jerry Eichelberger (1980–1982)
- Tom Carmichael (1982–1984)
- Cheryl Carton (1984–1985)
- Stan Hales (1985–1988)
- Len Hill (1988–1989)
- Martin R. French (1989–1992)
- Cynthia D. Kelly (1992–1995)
- Diane Cornell (1995–1998)
- Steve Kearney (1998–1900)
- Don Chew (2000–1904)
- Cliff Peters (2004–2007)
- Paisan Rangsikitpho (2007–2008)
- Richard DuBose (2009–2013)
- Fred Coleman (2013–2015)
- David Simon (2015–)

## Weitere bedeutende Persönlichkeiten
- Jess Willard
- Hugh Forgie

## Publikationen
- Bird Chatter, 1941–1967, später Badminton USA
- Badminton U.S.A., seit 1967